# Le Mesnil-Eury
Le Mesnil-Eury település Franciaországban, Manche megyében. Lakosainak száma 180 fő (2022. január 1.). Le Mesnil-Eury Montreuil-sur-Lozon, Remilly Les Marais, Thèreval és Marigny-le-Lozon községekkel határos.

## Népesség
A település népességének változása:
| Lakosok száma | 179  | 182  | 167  | 173  | 180  | 178  | 174  | 170  | 165  | 180  |
|               | 1968 | 1982 | 1990 | 2006 | 2013 | 2015 | 2017 | 2019 | 2020 | 2022 |